# Quedius curtipennis
Quedius curtipennis (лат.) — вид коротконадкрылых жуков рода Quedius из подсемейства Staphylininae (Staphylinidae). Западная Палеарктика, в том числе Россия, Средняя Азия. Интродуцированы в Северную Америку.

## Описание
Мелкие жуки с укороченными надкрыльями и удлиненным телом, длина около 1 см (от 10 до 15 мм). От близких видов (Quedius balticus, Quedius altaicus, Quedius subunicolor, Quedius meridiocarpathicus) отличается относительно крупными размерами, гладким скутеллюмом, чёрными надкрыльями. Вершинная доля эдеагуса (дорсально) парамер постепенно суживается к вершине; ряды сенсорных щетинок приближены к латеральному краю парамер. Формула лапок 5-5-5. Голова округлая, более узкая, чем переднеспинка. Передняя часть тела (голова и пронотум) блестящая. 
Вид был впервые описан в 1908 году. Включён в состав номинативного подрода Quedius s. str. (по признаку цельного переднего края лабрума) вместе с видами Q. altaicus, Q. subunicolor, Q. meridiocarpathicus и Q. balticus.